# Prêmio FLUIR Waves de 1996
O Prêmio FLUIR Waves de 1996 foi a quarta edição do Prêmio FLUIR Waves, que é a maior e mais tradicional celebração do surfe no Brasil.
Nesta edição, a premiação ocorreu na cidade de Ubatuba, durante o Tow&Country Surf Challenge.

## Vencedores

### Melhor Surfista Masculino
1 – Teco Padaratz

2 – Victor Ribas

3 – Peterson Rosa

4 – Fábio Gouveia

5 – Guilherme Herdy

### Melhor Surfista Feminina
1 – Tita Tavares

2 – Andréa Lopes

3 – Alessandra Vieira

### Outras Categorias
- Melhor Longboarder - Picuruta Salazar
- Melhor Campeonato (no Brasil) - Rio Surf Pro
- Melhor Capa - Sebastian Rojas – Edição 125
- Melhor Anuncio - Hang Loose
- Melhor Equipe - Hang Loose
- Melhor Shaper - Avelino Bastos
- Melhor Reportagem - Toi Toi Island, por Rick Werneck
- Melhor Foto - Erik Aeder